# Wspólnota administracyjna Gars am Inn
Wspólnota administracyjna Gars am Inn – wspólnota administracyjna (niem. Verwaltungsgemeinschaft) w Niemczech, w kraju związkowym Bawaria, w rejencji Górna Bawaria, w regionie Südostoberbayern, w powiecie Mühldorf am Inn. Siedziba wspólnoty znajduje się w miejscowości Gars am Inn.
Wspólnota administracyjna zrzesza jedną gminę targową (Markt) oraz jedną gminę wiejską (Gemeinde):
- Gars am Inn, gmina targowa, 3 750 mieszkańców, 43,65 km²
- Unterreit, 1 720 mieszkańców, 32,20 km²